# Neoathyreus arribalzagai
Neoathyreus arribalzagai är en skalbaggsart som beskrevs av Martinez 1951. Neoathyreus arribalzagai ingår i släktet Neoathyreus och familjen Bolboceratidae. Inga underarter finns listade i Catalogue of Life.